# Lutz-en-Dunois
Lutz-en-Dunois foi uma comuna francesa na região administrativa do Centro, no departamento Eure-et-Loir. Estendia-se por uma área de 28,13 km². Em 2010 a comuna tinha 431 habitantes (densidade: 15,3 hab./km²).
Em 1 de janeiro de 2017, passou a formar parte da nova comuna de Villemaury.